# Клодон, Даниэль
Даниэ́ль Клодо́н (фр. Daniel Claudon) — французский биатлонист, участник двух зимних Олимпийских игр.

## Карьера
Первым крупным международным стартом для Даниэля стал чемпионат мира 1966 года в немецком Гармиш-Партенкирхене, где он вместе с Жильбером Мерсье и братьями Лоисом и Полем Романами выступил во впервые проводимой эстафете и занял 7-е место. После этого принимал участие ещё в трёх чемпионатах. В 1971 году в финской Хямеэнлинне показал свой лучший результат в карьере — 4-е место в индивидуальной гонке.
В 1968 году на Олимпийских играх в Гренобле стартовал вместе с Сержем Леграном, Эме Грут-Мэссоном, Жан-Клодом Виру во впервые включённой в олимпийскую программу эстафете и стал 10-м. Через четыре года в Саппоро в индивидуальной гонке Даниэль, показав лучшую стрельбу среди всех участников — 1 промах на огневых рубежах, финишировал 10-м, а в эстафете вместе с Рене Арпином, Эме Грут-Мэссоном и Полем Шассанем занял последнее — 13-е место.

### Участие в Чемпионатах мира
| Год  | Место проведения       | Инд | Эст |
| 1966 | ЧМ Гармиш-Партенкирхен | —   | 7   |
| 1969 | ЧМ Закопане            | 41  | —   |
| 1971 | ЧМ Хямеэнлинна         | 4   | —   |
| 1973 | ЧМ Лейк-Плэсид         | 15  | —   |

### Участие в Олимпийских играх
| Год  | Место проведения | Инд | Эст |
| 1968 | Гренобль         | —   | 10  |
| 1972 | Саппоро          | 10  | 13  |